# أي. في. كريستي
أي. في. كريستي (بالإنجليزية: A. V. Christie)‏ (2 فبراير 1963 - 7 أبريل 2016)؛ كاتِبة وشاعرة أمريكية. درست في كلية فاسار.